# Federico Villegas
Federico Villegas Beltrán (Santiago del Estero, 24 de marzo de 1966) es un diplomático argentino, que actualmente se desempeña como presidente del Consejo de Derechos Humanos de las Naciones Unidas desde el 2022. Villegas, diplomático de carrera, se había desempeñado anteriormente como representante de Argentina ante la oficina de las Naciones Unidas en Ginebra en 2020, así como también como embajador de la Argentina en Mozambique entre 2016 y 2020.

## Primeros años y educación
Villegas nació el 24 de marzo de 1966 en Santiago del Estero, Argentina. Estudió Derecho en la Universidad Nacional de Rosario, graduándose en 1989, consiguiendo luego un máster en Artes y Estudios Liberales cum laude de la Universidad de Georgetown. Su tesis fue «Seguridad cooperativa en la post Guerra fría».
Comenzó como profesor auxiliar de derecho internacional en la Universidad Nacional de Rosario y en la Universidad de Buenos Aires, además de ser profesor visitante en la Walsh School of Foreign Service. Participó en el programa de desarme de la United Nations Disarmament Fellowship.

## Carrera
Villegas ingresó en el servicio exterior en 1993, cuando se graduó del Instituto del Servicio Exterior de la Nación (ISEN). De 1993 a 1995, fue parte del directorio de seguridad nuclear y asuntos espaciales de la cancillería argentina. Adicionalmente se desempeñó como as alternate representative ante la Organización de los Estados Americanos entre 1995 y 2003. Luego, entre 2005 y 2007, y luego entre 2012 y 2015, fue el director de la oficina de derechos humanos de la cancillería argentina.
Villegas coordinó la creación del primer programa nacional contra la discriminación en el marco de la cancillería del país, en cooperación con el Oficina del Alto Comisionado de las Naciones Unidas para los Derechos Humanos. Se involucró en la creación del Centro de Políticas Públicas de Derechos Humanos del Mercosur y del Centro Internacional para los Derechos Humanos de la UNESCO, ambos con sede en Argentina. En 2016, fue designado como el primer embajador argentino en Mozambique, puesto en el que se desempeñó hasta el 2020. Durante su gestión, la Argentina inauguró sus instalaciones diplomáticas en Maputo, y participó en el programa de desarme, desmovilización y reintegración en la que el país llevó a especialista que colaboraron en la realización del Acuerdo de Maputo.
En diciembre de 2021, fue electo como presidente del Consejo de Derechos Humanos de las Naciones Unidas para el año 2022, reemplazando al fiyiano Nazhat Shameem.